# Emre Güngör
Fehmi Emre Güngör (* 1. August 1984 in Istanbul, Türkei) ist ein ehemaliger türkischer Fußballspieler.

## Karriere

### Verein
Güngör kam 2001 von Bakırköyspor und spielte bis zur Winterpause 2007/08 für MKE Ankaragücü. Während dieser Zeit war er für eine Saison an Türk Telekomspor ausgeliehen. Emre Güngör wechselte in der Winterpause der Saison 2007/08 zum türkischen Traditionsklub Galatasaray Istanbul und wurde einige Monate später türkischer Meister.
Im Juni 2010 wurde sein Transfer zu Gaziantepspor bekanntgegeben. Nach zwei Spielzeiten bei Gaziantepspor wechselte er im Sommer 2012 zum Ligakonkurrenten Antalyaspor. Im Sommer 2014 wechselte Güngör zum Erstligisten Kardemir Karabükspor.
Nachdem Karabükspor den Klassenerhalt am Ende der Spielzeit 2014/15 verfehlt hatte, verließ Güngör den Verein und wechselte zum Ligarivalen Eskişehirspor. Da auch diese Verein zum Saisonende den Klassenerhalt der Süper Lig verfehlte, verließ Güngör auch dieses Verein bereits nach einer Spielzeit. Nachdem er in der Sommertransferperiode 2016 sich mit keinem Erstligisten einigen konnte, wechselte er am letzten Tag der Transferperiode zum Zweitligisten Bandırmaspor. Für Bandırmaspor kam Güngör zu neun Zweitligaspielen und war dann ab Sommer 2017 vereinslos. Zwischenzeitlich hat er seine Karriere beendet.

### Nationalmannschaft
2008, während seiner Teilnahme mit der türkischen Nationalmannschaft an der Fußball-EM in Österreich und der Schweiz, wurde dem Sportler am Tag des Vorgruppenentscheidungsspiels Türkei – Tschechien die terminlich unverrückbare staatliche Universitätszulassungsprüfung im Trainingsquartier der Mannschaft abgenommen.
Emre Güngör zog sich beim Gruppenspiel der Türkei gegen Tschechien einen Muskelfaserriss im linken Oberschenkel zu. Damit war für ihn die Fußball-EM 2008 in Österreich und der Schweiz vorzeitig vorbei.

## Erfolge
Mit Galatasaray Istanbul
- Türkischer Meister: 2007/08
- Türkischer Fußball-Supercupsieger: 2008 (ohne Einsatz)

Mit Gaziantepspor
- Tabellenvierter der Süper Lig: 2010/11
- Spor-Toto-Pokalsieger: 2012